# 미셸 테아토
미셸 요한 테아토(룩셈부르크어: Michel Johann Theato, 1878년 3월 22일 ~ 1923년 4월 2일)는 1900년 올림픽 마라톤에서 우승한 프랑스의 육상 선수였다. 그는 룩셈부르크 룩셈부르크에서 태어나서 파리에서 사망했다.
파리에서 빵집의 배달 소년으로 일을 하지 않은 테아토에 대하여 약간 알려졌으나, 그는 가국 제작인이면서 생망데 육상 클럽의 회원이었다.

## 우승
그는 당시 40,260m로 측량된 경주를 우승하고, 겨우 3시간 이내에 매우 더운 환경 아래 보유되었다. 하지만, 현저하게 미국의 아서 뉴튼 같은 몇몇의 육상 선수 만큼 그의 승리는 명백하지 않았고, 그의 단언된 영유권을 통하여 파리의 거리들의 자신의 상식에 의한 도움으로 테아토가 지름길을 차지했다고 주장되었다. 이 단언들은 총계적으로 앙드레 드르뱅과 레몽 푸앙튀를 포함한 올림픽 역사가들에 의하여 그릇됨이 증명되었다.
1901년에도 그는 마라톤에 참여해 신기록을 세웠다.

## 국적
장기간 동안 테아토가 프랑스인이란 추정이 되었고, 20세기 후반에 그가 룩셈부르크에서 태어난 것이 발견되었다. 그 일이 룩셈부르크에서 온 첫 올림픽 메달리스트란 것을 만드는 동안, IOC는 그가 프랑스를 위하여 출전했다고 밝혔고, 메달은 프랑스를 위한 명예가 되었다.